# ایویند هنریکسن
ایویند هنریکسن (نروژی: Eivind Henriksen؛ زادهٔ ۱۴ سپتامبر ۱۹۹۰) پرتاب‌گر چکش اهل نروژ است.
وی در مسابقات کشوری و بین‌المللی در مجموع برندهٔ ۱ مدال نقره شده‌است.